# Queen Rock Montreal
'Queen Rock Montreal' je dvostruki live album britanskog rock sastava "Queen" snimljen 24 i 25. studenog 1981. godine, (točno 10 godina prije smrti Freddia Mercurya) tijekom Montreal foruma u Montrealu, Quebec, Kanada. U Njemačkoj je objavljen 26, u Australiji 28, u UK 29. te u SAD-u 30. listopada 2007. godine. 

## Disc 1
1. "Intro" (Taylor) - 1:59
2. "We Will Rock You" (Fast) (May) - 3:06
3. "Let Me Entertain You" (Mercury) - 2:48
4. "Play the Game" (Mercury) - 3:57
5. "Somebody to Love" (Mercury) - 7:53
6. "Killer Queen" (Mercury) - 1:59
7. "I'm in Love With My Car" (Taylor) - 2:03
8. "Get Down, Make Love" (Mercury) - 4:45
9. "Save Me" (May) - 4:14
10. "Now I'm Here" (May) - 5:31
11. "Dragon Attack" (May) - 3:11
12. "Now I'm Here" (Reprise) (May) - 1:53
13. "Love of My Life" (Mercury) - 3:56

## Disc 2
1. "Under Pressure" (Queen - Bowie) - 3:50
2. "Keep Yourself Alive" (May) - 3:29
3. "Drum and Tympani Solo" (Taylor) - 3:00
4. "Guitar Solo" (May) - 5:11
5. "Flash" (May) * - 2:11
6. "The Hero" (May) * - 1:51
7. "Crazy Little Thing Called Love" (Mercury) - 4:15
8. "Jailhouse Rock" (Leiber - Stoller) - 2:32
9. "Bohemian Rhapsody" (Mercury) - 5:28
10. "Tie Your Mother Down" (May) - 3:52
11. "Another One Bites the Dust" (Deacon) - 4:00
12. "Sheer Heart Attack" (Taylor) - 3:53
13. "We Will Rock You" (May) - 2:09
14. "We Are the Champions" (Mercury) - 3:27
15. "God Save the Queen" (arr. May) - 1:27

- neobjavljene prije

## Vanjske poveznice
- Službene stranice  Arhivirana inačica izvorne stranice od 11. listopada 2007. (Wayback Machine)